# Cypella exilis
Cypella exilis är en irisväxtart som beskrevs av Pierfelice Ravenna. Cypella exilis ingår i släktet Cypella, och familjen irisväxter. Inga underarter finns listade i Catalogue of Life.